# Linagliptin
Linagliptin, được bán dưới tên thương hiệu Tradjenta và các thương hiệu khác, là một loại thuốc dùng để điều trị bệnh tiểu đường loại 2. Nó thường ít được ưa thích hơn metformin và sulfonylureas. Nó được sử dụng cùng với tập thể dục và chế độ ăn uống. Nó không được khuyến cáo trong bệnh tiểu đường loại 1. Nó được uống bằng miệng.
Tác dụng phụ thường gặp bao gồm viêm mũi và cổ họng. Tác dụng phụ nghiêm trọng có thể bao gồm phù mạch, viêm tụy, đau khớp. Sử dụng thuốc này trong thai kỳ và cho con bú không được khuyến khích. Linagliptin là một chất ức chế dipeptidyl peptidase-4. Nó hoạt động bằng cách tăng sản xuất insulin và giảm sản xuất glucagon ở tuyến tụy.
Linagliptin đã được chấp thuận cho sử dụng y tế tại Hoa Kỳ vào năm 2011. Một tháng cung cấp ở Vương quốc Anh tiêu tốn của NHS khoảng 33,26 £ vào năm 2019. Tại Hoa Kỳ, chi phí bán buôn của số thuốc này là khoảng 391 USD. Năm 2016, đây là loại thuốc được kê đơn nhiều thứ 196 tại Hoa Kỳ với hơn 3 triệu đơn thuốc.

## Sử dụng trong y tế
Kết quả năm 2010 từ một thử nghiệm lâm sàng giai đoạn III của linagliptin cho thấy thuốc có thể làm giảm lượng đường trong máu một cách hiệu quả.

## Tác dụng phụ
Linagliptin có thể gây đau khớp nghiêm trọng.
Cơ quan Quản lý Thực phẩm và Dược phẩm Hoa Kỳ (FDA) cảnh báo rằng các loại thuốc trị tiểu đường loại 2 như sitagliptin, saxagliptin, linagliptin và alogliptin có thể gây đau khớp có thể nghiêm trọng và vô hiệu hóa. FDA đã bổ sung một Cảnh báo và Phòng ngừa mới về nguy cơ này đối với nhãn của tất cả các loại thuốc trong nhóm thuốc này, được gọi là thuốc ức chế dipeptidyl peptidase-4 (DPP-4).